# Klosterlundboplatsen
Klosterlundboplatsen är en stenåldersboplats vid Bølling Sø på Jylland, påträffad 1935.
Klosterlundboplatsen var den första boplats från preboreal tid som påträffats i Norden, och kom länge att användas som typexempel på en boplats från tidig mesolitikum. Flera liknande boplatser kom dock senare att påträffas både i Danmark och även i södra Sverige. Boplatsen ligger vid Bølling Sø och har en utbredning av cirka 80 x 20 meter, Den utgrävning, som 1936 företogs på boplatsen, lämnade dels en geologisk datering till preboreal tid, dels en god överblick över tidsperiodens redskapsbestånd av flinta. Organiskt material saknades på grund av markens kalkbrist. Stenmaterialet bestod av yxor, skrapor, sticklar och mikroliter. Bland yxorna, som är relativt små och enkelt gjorda, dominerar kärnyxor. Skivskrapor dominerar över smala spånskrapor. Mikroliterna förekommer i två typer: lansetter och trekanter, och är relativt enkla jämfört med de från yngre fynd. Klosterlundsboplatsen har främst uppmärksammats som en länk mellan en äldre paleolitisk kultur och den yngre mesolitiska Maglemosekulturen.